# Antonio León Ortega

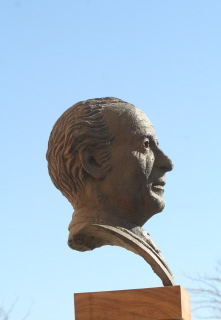
León Ortega por Gamero Viñau. Huelva 1989

Antonio León Ortega (* 7. Dezember 1907 in Ayamonte, Provinz Huelva; † 9. Januar 1991 in Huelva) war ein spanischer Bildhauer. Nach seiner Ausbildung in Madrid schuf er seinen eigenen Stil in der andalusischen Symbolik des zwanzigsten Jahrhunderts.

## Leben und Werk
Seit seiner frühen Jugend, sogar seit seiner Kindheit, zeigte er ein starkes Interesse und eine natürliche Begabung für die Bildhauerei. Seine ersten Arbeiten sind autodidaktische Werke, die Jahre später jedoch, als Mariano Benlliure sie betrachtet, von jenem als Werke eines professionellen Bildhauers gepriesen werden.
Er studiert von 1927 bis 1934 in Madrid und belegt Kurse in Skulptur und Zeichnen in der Schule der Schönen Künste von San Fernando, der heutigen Real Academia de Bellas Artes de San Fernando. Unter seinen Lehrern waren Mariano Benlliure, José Capuz, Manuel Benedito und Juan Adsuara, mit denen er für einige Zeit zusammenarbeitete.

In diesen Jahren inspiriert er sich von den Quellen kastilischer Symbolik, studiert dieselbe in Valladolid unter Anleitung des berühmten Gregorio Fernández.
Ab 1938 arbeitet er in der San Cristóbal Straße in seinem ersten Studio, welches er mit dem Maler Pedro Gómez teilt. Dieses Studio dient nicht nur als informelle Künstlerschmiede, sondern wird schnell zu Huelvas Athenäum der Künste und Geisteswissenschaften, in dem sich nahezu alle lokalen und reisenden Künstler, Dichter, Mediziner, Schriftsteller und Journalisten tummeln. In diesen Kreisen war das Studio schnell unter dem Synonym „Akademie von San Cristobal“ bekannt.
In dieser Zeit studierte Antonio León die sevillanische Symbolik, hauptsächlich anhand der Werke des bekannten Juan Martínez Montañés.
Im Jahr 1964 zog er in sein neues Studio in der Médico Luís Buendia Straße und arbeitete bis in das Jahr 1985, als ihn eine Krankheit jegliches weiteres Schaffen unmöglich machte.
In den fünfzig harten Schaffensjahren schuf León Ortega mehr als vier hundert Kunstwerke, kleiner und großer Formate, in Holz, Ton, Stein, Messing und anderen Materialien.

Seine religiösen Werke modellierte er zunächst in Ton und schnitzte sie dann direkt ins Holz mit Hohlmeißel und Holzhammer. Dies war die Schaffensweise der traditionellen spanischen Symbolik, die er seiner Zeit in Madrid von José Capuz und Juan Adsuara gelernt hatte.
Antonio León Ortega erstellt einen großen Teil der Osterbildern in Huelva und Ayamonte sowie in zahlreichen anderen Dörfern der Provinzen Huelva und Badajoz. Außerdem hat er viele weitere religiöse und weltliche Arbeiten geschaffen, so in Sevilla, Cádiz, Málaga, Cáceres, Salamanca, Pontevedra, Madrid, Belgien, den Vereinigten Staaten etc., ferner zahlreiche andere Kleinformate, die privaten Sammlern in Spanien und den USA gehören.
Während seiner Zeit in Madrid schuf er moderne Skulpturen die für die zwanziger Jahre typisch sind. Beispiele dafür sind unter anderem das „Porträt des Mondes“, das sich im Museum Manuel Benedito befindet, sowie das „Porträt von Trinidad Navarro“ in Ayamonte.
León Ortega steht in Spanien für eine der ernstesten, rigorosesten und persönlichsten Formen der Bildhauerei vom 20. Jahrhundert und der von im erfundene Stil ist leicht erkennbar.
Antonio León Ortega war zuallererst Bildhauer und dann Maler. So schuf er seine besten Arbeiten in den „Bildhauer Gruppen“. Der „Abstieg von Huelva“ ist sein Meisterwerk, in dem er die Ausdruckskraft von Alonso Berruguete mit der ihm eigenen andalusischen Milde vereint. Auch in „Los Crucificados“ ist der „Cristo de la Sangre de los estudiantes“ (Cristus vom Blut der Studenten) von einer Eleganz und der einzigartigen Schönheit spanischer Symbolik. Außerdem erstellte er eine Vielzahl von Heiligen Jungfrauen – da ihn Kerzenständer Abbildungen nicht begeisterten, schuf er am liebsten ganzheitliche Schnitzereien deren Gesichtsausdruck von Leid gekennzeichnet ist. Das diesbezügliche Hauptwerk ist Huelvas „La Virgen del amor“ (die Jungfrau der Liebe).
Weitere Hauptwerke seines Schaffens sind der „Yacente“, „Cristo del perdón“, der „Ángel de la Oración“, „Cristo de la borriquita“, „Jesús de las tres caídas“, „Cristo de la Victoria“, „Cristo de la Concepción“, „San Cristóbal“, die „Virgen de las Angustias“ und die „Vírgen de los Ángeles“ in Huelva, die „Pasión“, der „Yacente de las Angustias“, der „Cautivo“, „Cristo de las Aguas“ und die „Virgen de la Paz“ in Ayamonte, sowie der „Nazareno“ von Beas und der „Nazareno“ von Moguer.
Gleichzeitig wirkte León Ortega in seinem Studio als Lehrer des Zeichnens und der Bildhauerei, im Seminario Dicesano, das heute den Kern der Escuela de Arte León Ortega darstellt.
Als Bildhauer widmete er sich vorzugsweise der Symbolik. An ihr war er stets besonders interessiert und sie erlaubte es ihm, seine intimen und grundlegend religiösen Überzeugungen sowie seine fortbestehende Sorge um gesellschaftliche Problematiken aufzuarbeiten, die ihn zu einem engagierten Christen machten.
Seine ersten religiösen Werke sind von barocker Prägung. Diese weicht jedoch später einem sehr persönlichen Stil, in dem klassizistische Elemente zu immer leichteren Strichen und Verzierungen vereinfacht werden. Antonio León Ortega versuchte so absichtlich dem Barock zu entrinnen. Er fusionierte die kastilische Symbolik mit der andalusischen um die Essenz der Bildhauerei mit einem Minimum an expressivem Material zu verbinden.
In den letzten fünf Jahren seines Lebens – er arbeitete, bis er fast 80 Jahre alt war – verliert seine Bildhauerei an der ihr typischen Kraft. Antonio León Ortega fertigt nun kleinere Skulpturen, die weniger körperliche Anstrengung von ihm verlangen. Sein letztes Meisterwerk ist die Büste von Madame Cazenave. Sie bürgt von wahrhaftiger Bildhauerkunst, Klarheit und Feingefühl.
León Ortega war ein Virtuose des Modellierens und der Holzschnitzerei, dessen Werke sich durch Stärke, Schönheit und Milde auszeichnen. Eines Morgens, im Januar des Jahres 1991 starb er in sein Haus in Huelva.

## Werke

### Monumente
- Beato San José Ramírez, 1955, Ayamonte.
- Platero, 1963, Casa Museo Zenobia y Juan Ramón Jiménez. Moguer.

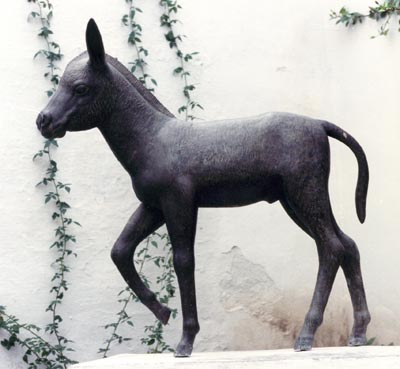
Platero. Museo J.R. Jiménez. Moguer.

- Monumento al pintor Pedro Gómez, 1963, El Conquero, Huelva.
- Monumento al Obispo P. Cantero Cuadrado, 1964. Seminario Diocesano, Huelva.
- Monumento a Alonso Sánchez, 1970, Parque Alonso Sánchez, Huelva.
- Monumentos a Fray Juan Pérez y a Fray Antonio de Marchena, 1970, Monasterio de la Rábida, Entorno del monasterio, Palos de la Frontera.
- Monumento Virgen de la Cinta, 1977, Hdad. de la Cinta, Santuario de Nuestra Señora de La Cinta, Jardines, Huelva.
- Monumento a Martín Alonso Pinzón, 1978, Baiona. Pontevedra.
- Imágenes de la Fachada de la Catedral de la Merced: Virgen de la Merced, San Leandro, San Walabonso, San Vicente y Santa María, 1978, Catedral de La Merced de Huelva.
- Monumento a Sor Ángela de la Cruz, 1984, Plaza de Isabel la Católica (Plaza Niña), Huelva.
- Monumento a Madame Cazenave, 1985, Plaza de Madame Cazenave, Huelva.

### Religiöse Werke

#### Spanien

##### Huelva
Aljaraque

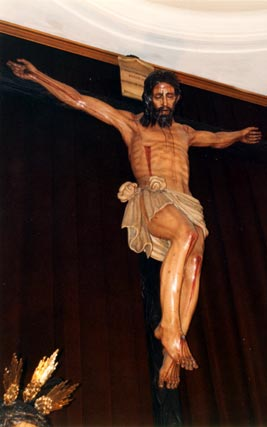
Cristo del Perdón (Huelva)

- Nazareno, 1940, Aljaraque. Parroquia de Ntra. Sra. de los Remedios.
- San Sebastián, 1944, Aljaraque. Parroquia de Ntra. Sra. de los Remedios.
- Ntra. Sra. de los Remedios, 1951, Aljaraque. Parroquia de Ntra. Sra. de los Remedios.
- Santa Bárbara, 1958, Corrales. Parroquia.
- Santa María Reina del Mundo, 1958, Corrales. Parroquia.
- Cautivo, 1959, Corrales. Parroquia.
- Virgen de los Milagros, 1980, Bellavista. Iglesia.

Almonaster la Real
- Cristo del Amor, 1948, Parroquia de San Martín.
- Cristo, 1961, Ayuntamiento, Capilla del Cementerio.

Alosno
- Cristo atado a la columna, 1944, Capilla.
- Evangelistas, 1944, Parroquia.

Aracena
- Cristo de la Sangre atado, 1943, Hermandad de la Vera-Cruz, Iglesia Prioral del Castillo. [1]
- San Antonio Abad, 1943, Madres Carmelitas, Iglesia de Sta. Catalina.
- Sayones (dos), 1945, Hermandad de la Vera-Cruz, Iglesia Prioral del Castillo.
- Virgen del Carmen, 1967, Madres Carmelitas, Iglesia de Sta. Catalina.

Ayamonte
- Retrato de Andrea Valdés, 1928, Privado.
- Retrato de Miguel Valdés, 1928, Privado.
- Retrato de Alberto Vélez y Sra., 1931, Privado.
- Retrato de Trinidad Navarro, 1931, Privado.

- Venus desnuda, 1931, Privado.

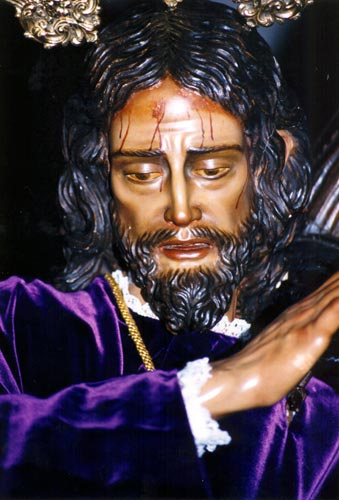
Pasión de Ayamonte

- Retrato de Margarita Moreno, 1932, Privado.
- San Francisco, 1937, Hnas. de la Cruz. Convento Hermanas de la Cruz.
- Cristo Yacente, 1938, Hdad. de la Vera-Cruz, Iglesia de San Francisco.
- Cristo de la Vera-Cruz – 1940, Hdad. de la Vera-Cruz, Iglesia de San Francisco.[2]
- Jesús de la Pasión – 1941, Hdad. de Pasión, Iglesia de las Angustias.[3]

- Virgen de la Paz, 1944, Hdad. de Pasión, Iglesia de las Angustias.
- San Antonio, 1945, Iglesia de las Angustias.
- Cristo yacente, 1946, Hdad. del Santo Entierro, Iglesia de las Angustias.
- Cristo de las Aguas, 1957, Hdad. de la Lanzada, Iglesia de San Francisco.[4]
- Jesús orando y Ángel, 1968, Hdad. de la Oración en el Huerto, Iglesia de El Salvador.

- Virgen del Buen Fin, 1970, Hdad. de la Lanzada, Iglesia de San Francisco.
- Virgen del Rosario, 1972, Hdad. de Jesús Cautivo, Iglesia de la Merced.[5]
- Cautivo, 1973, Hdad. de Jesús Cautivo, Iglesia de la Merced.
- Caballo, 1973, Hdad. de la Lanzada, Iglesia de San Francisco.
- Longinos, 1973, Hdad. de la Lanzada, Iglesia de San Francisco.

- Cristo de los Cuatro Clavos, 1975, Privado.
- Sor Ángela de la Cruz, 1984, Iglesia de las Angustias.

Beas
- Jesús de la Amargura, Nazareno – 1943, Hdad. del Nazareno, Ermita Virgen de los Clarines.[6]

- Simón Cirineo, 1943, Hdad. del Nazareno, Ermita Virgen de los Clarines.
- Jesús Cautivo, 1947, Capilla del Sagrario.
- Resucitado, 1967, Parroquia.
- Cristo Crucificado, 1981, Candón, Iglesia de San José.

Cartaya
- Virgen del Rosario, 1939, Parroquia de San Pedro Apóstol.
- San Sebastián, 1942, Ayuntamiento, Parroquia.
- Virgen de la Amargura, 1951, Hdad. de la Vera Cruz, Parroquia de San Pedro.
- Stmo. Cristo de la Vera Cruz, 1954, Hdad. de la Vera Cruz, Iglesia Parroquial de San Pedro.
- Virgen de las Mercedes, 1967.

Corteconcepción
- Virgen de los Dolores, 1958, Parroquia.

El Campillo
- Crucificado, 1967, Iglesia parroquial.

El Cerro de Andévalo
- Calvario en el Retablo, 1953, Parroquia de Ntra. Sra. de Gracia.
- Virgen del Andévalo, 1953, Parroquia Ntra. Sra. de Gracia.

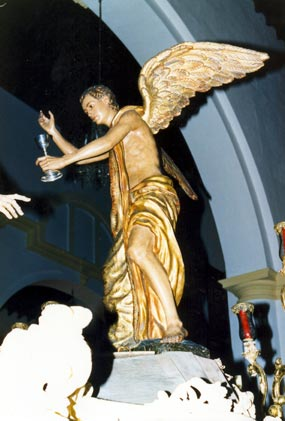
Ángel de la Oración en el Huerto (Huelva)

- Virgen de Albricias, 1958, Parroquia de Ntra. Sra. de Gracia.
- Nazareno, 1969, Hermandad Sacramental, Parroquia de Ntra. Sra. de Gracia.
- Sor Ángela de la Cruz, 1984, Plaza Sor Ángela.

Galaroza
- Cristo del Murtiga, 1951, Iglesia Ntra. Sra. del Carmen.

Gibraleón
- Virgen de la Soledad, 1947, Capilla Ntra. Sra. del Carmen.
- Virgen del Perpetuo Socorro, 1968, El Judío. Capilla de Ntra. Sra. del Perpetuo Socorro.
- Cristo, 1978, Iglesia, El Judío. Capilla de Ntra. Sra. del Perpetuo Socorro.

Huelva
- Primeras Obras del Campo, 1924, Fundación Escultor León Ortega.
- Virgen de la Victoria, 1940, Hdad. de la Victoria, Paradero desconocido.
- Jesús de la Humildad, Herodes y Sayones, 1942, Hdad. de la Victoria, Iglesia del Sagrado Corazón.
- Ntra., Sra. de la Paz, 1943, Hdad. del Stmo. Cristo de la Victoria, Iglesia de San Sebastián.

- Ángel, Oración en el Huerto – 1943, Hermandad Oración en el Huerto, Iglesia de la Concepción.[7]
- Cristo Yacente, 1943, Hdad. de Ntra. Sra. de las Angustias, Ermita de la Soledad.
- Virgen de la Soledad, 1944, Hdad. de la Soledad, Ermita de la Soledad.
- Ntro. P. Jesús de las Penas en sus Tres Caídas – 1945, Hdad. de las Tres Caídas, Iglesia del Sagrado Corazón.[8]
- Verónica, 1945, Hdad. de las Tres Caídas, Iglesia del Sagrado Corazón.

- Cristo de la Victoria y 3 Sayones – 1945, Hdad. del Stmo. Cristo de la Victoria, Iglesia de San Sebastián.[9]
- Cristo del Perdón, 1946, Parroquia, Iglesia del Sagrado Corazón.
- Cristo en su Entrada Triunfal, 1946, Hdad. de la Entrada Triunfal „de la Borriquita“, Iglesia de San Pedro.
- Niño con Palma, 1946, Hdad. de la Entrada Triunfal „de la Borriquita“, Iglesia de San Pedro.

- Cristo del Amor, 1949, Hdad. Santa Cena, Iglesia del Sagrado Corazón.
- Virgen de los Ángeles, 1949, Hdad. de la Entrada Triunfal „de la Borriquita“, Iglesia de San Pedro.
- María Stma. del Amor, 1949, Hdad. de las Tres Caídas, Iglesia del Sagrado Corazón.
- Cristo de la Sangre – 1950, Hermandad de los Estudiantes, Iglesia de San Sebastián.[10]

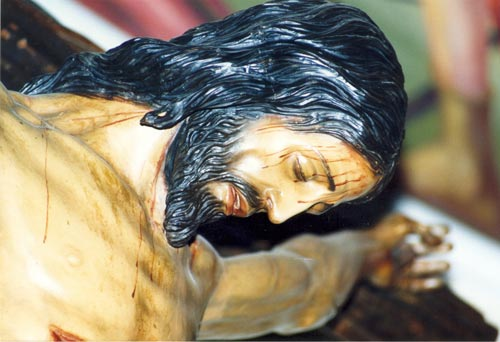
Cristo de la Sangre de Huelva

- San Juan Evangelista, 1951, Hdad. de la Victoria, Iglesia del Sagrado Corazón.
- Virgen de la Resignación en sus Dolores, 1952, Hdad. del Descendimiento, Iglesia de San Pedro.
- Grupo del Descendimiento: Cristo, Virgen, Magdalena, San Juan, José de Arimatea y Nicodemo, 1952–1953, Hdad. del Descendimiento, Iglesia de San Pedro.[11]
- Ntra. Sra. del Rosario, 1954, Hdad. Sagrada Cena, Iglesia del Sagrado Corazón.

- Virgen del Valle, 1956, Hermandad de los Estudiantes, Iglesia de San Sebastián.
- Ntra. Sra. de Montemayor, 1956, Ilustre Hdad. Filial de Ntra. Sra. de Montemayor, Iglesia del Sagrado Corazón, Capilla Hermandad Tres Caídas.
- San Cristóbal, 1956, Iglesia de los Dolores.[12]
- Virgen del Rocío, 1958, Parroquia, Iglesia de Nuestra Señora del Rocío.

- Virgen de las Angustias – 1958, Hdad. de Ntra. Sra. de las Angustias, Ermita de la Soledad.[13]

- San Juan de Dios, 1959, Obispado, Catedral de la Merced.
- Virgen de Gracia, 1960, Seminario, Capilla del Seminario Menor.
- Relieve Virgen del Rocío, 1961, Hdad. de las Tres Caídas, Casa Hermandad Tres Caídas.
- San Juan Bautista, 1963, Capilla Bautismal, Iglesia de la Concepción.[14]
- Virgen de la Amargura, 1967, Hermanas de la Cruz, Convento de las Hermanas de la Cruz.

- Cristo, 1967, Capilla Escuela Náutica Pesquera.
- Corazón de Jesús, 1967, Parroquia, Iglesia de San Pedro.
- Virgen de los Milagros, 1967, Diputación de Huelva.
- Beato Mtro. Juan de Ávila, 1967, Seminario Diocesano.
- Cristo de la Iglesia de la Concepción, 1968, Ermita de la Soledad.

- Cristo, 1968, Hospital, Capilla Hospital Vázquez Díaz.
- Virgen del Carmen, 1968, Hospital, Capilla Hospital Vázquez Díaz.
- Cristo, 1972, Hermanas de la Cruz, Convento de las Hermanas de la Cruz.
- Corazón de Jesús, 1972, Hermanas de la Cruz, Convento de las Hermanas de la Cruz.
- Santa María Madre de la Iglesia, 1973, Parroquia, Iglesia de Santa María Madre de la Iglesia.
- Jesús del Calvario[15] , 1973, Hdad. del Calvario, Capilla de Jesús del Calvario.
- Jesús Cautivo,[16] 1974, Parroquia del Rocío, Iglesia de Nuestra Señora del Rocío.
- Cristo de la Fe, 1975, Hdad. de la Fe, Iglesia de Santa María Madre de la Iglesia.

- Cristo, 1975, Hnas. Nazarenas, Capilla Hermanas Misioneras de Nazaret.
- Virgen con Niño (Stma. Virgen de Nazaret), 1975, Hnas Nazarenas, Capilla Hermanas Misioneras de Nazaret.
- Cristo Crucificado,[17] 1975, Parroquia, Iglesia de Nuestra Señora del Rocío.

- Cristo, 1977, Capilla de la Ciudad de los Niños.
- Cristo Crucificado,[18]1979, Parroquia, Iglesia Parroquial de San Juan de Ávila.

- Virgen del Amparo, 1983, Residencia de Pensionistas La Orden.
- Cirineo, 1983, Hdad. del Cristo de la Flagelación, Iglesia del Gran Poder.
- Jesús Cautivo, 1985, Hermandad del Cautivo, Capilla de la Misericordia.
- Busto M. Cazenave, 1985, Fundación Escultor León Ortega.

Isla Cristina
- Nazareno, 1941, La Redondela. Iglesia Parroquial.

La Nava
- Cristo de los Caminantes o las Virtudes, 1967, Ermita del Cristo de las Virtudes.

Lepe

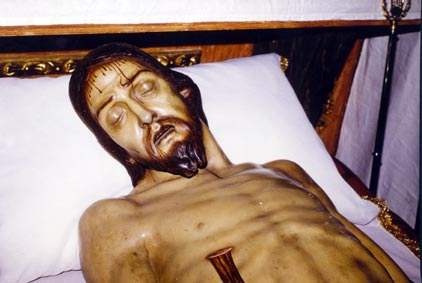
Yacente (Huelva)

- San Francisco Javier, 1954, Parroquia, Parroquia de Sto. Domingo.
- Virgen del Carmen, 1954, Parroquia, Capilla del Carmen.
- Virgen de la Paz, 1966, Hdad. de la Borriquita, Capilla del Cristo del Mar.
- Cautivo, 1980, Capilla del Cristo del Mar.
- Grupo de la Borriquita, 1980, Capilla del Cristo del Mar.
- Cristo, 1969, Parroquia de Ntra. Sra. del Carmen. La Antilla.
- Virgen del Carmen, 1969, Parroquia de Ntra. Sra. del Carmen. La Antilla.

Lucena del Puerto
- Virgen del Rocío, 1942, Hdad. del Rocío, Parroquia de San Vicente Mártir.
- Virgen de Consolación en sus Dolores, 1948, Hdad. del Señor del Gran Poder y Ntra. Sra. de Consolación, Parroquia de San Vicente Mártir.
- Jesús del Gran Poder, 1948, Hdad. del Señor del Gran Poder y Ntra. Sra. de Consolación, Parroquia de San Vicente Mártir.
- Virgen de la Luz, 1956, Hacienda de la Luz, Oratorio.

La Zarza
- Cristo del Perdón, 1947, Parroquia de Santa Bárbara.
- Santa _Bárbara, 1950, Congregación Mariana, Parroquia de Santa Bárbara.
- Virgen de la Amargura, 1956, Parroquia de Santa Bárbara.
- San Agustín (Retablo), 1956, Parroquia de Santa Bárbara.
- San Francisco Javier, 1956, Parroquia de Santa Bárbara.

Minas de Riotinto
- Cristo, 1947, Parroquia de Santa Bárbara.
- Inmaculada, 1951, Parroquia de Santa Bárbara.

Moguer
- Jesús Nazareno – 1938, Hdad. Ntro. Padre Jesús Nazareno, Ermita de San Sebastián.[19]
- San Juan Evangelista, 1940, Hdad. del Nazareno, Ermita de San Sebastián.
- Virgen de los Dolores ó Ntra. Sra. de Engracia, 1944, Hdad. Ntro. Padre Jesús Nazareno, Ermita de San Sebastián.
- Cirineo, 1947, Hdad. Ntro. Padre Jesús Nazareno, Ermita de San Sebastián.
- Cristo de la Paz Eterna, (yacente), 1962, Cofradía de Nazarenos de Stimo. Cristo de la Misericordia, Ermita de San Sebastián.
- San Francisco de Asís, 1963, Iglesia de San Francisco.
- Cristo del Amor y Ángel de la Oración en el Huerto, 1975, Cofradía de Jóvenes Nazarenos de Stimo. Cristo del Amor en la Oración en el Huerto, Ermita de San Sebastián.

Nerva
- Virgen Dolorosa, 1967, Parroquia.

 Niebla

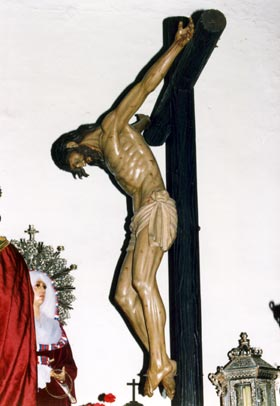
Cristo de las Aguas (Ayamonte)

- Inmaculada, 1963, Parroquia de Ntra. Sra. de la Granada.
- San Bernabé, 1967.

Palos de la Frontera
- Cristo del Mayor Dolor, (crucificado), 1962, Monasterio de La Rábida.
- Santa María de la Rábida,[20] Virgen de los Milagros, versión de León de la original del siglo XIV – 1966, Monasterio de La Rábida.[21]
- San Jorge, 1976, Parroquia de San Jorge Mártir.

Puebla de Guzmán
- Santa Lucía, 1953, Parroquia Sta. Cruz Nazareno.
- Jesús Nazareno,[22]1967, Parroquia Sta. Cruz Nazareno.

Sanlúcar de Guadiana
- Virgen de la Rábida – 1938, Parroquia de Ntra. Sra. de las Flores.[23]

Santa Bárbara de Casa
- Santa Bárbara, 1967.

Tharsis
- Cristo, 1958, Parroquia de Santa Bárbara.
- Inmaculada, 1958, Parroquia de Santa Bárbara.
- Dolorosa, 1967.

Trigueros
- San Antonio Abad, 1979, Hdad. del Rocío de Trigueros, Capilla Hdad. del Rocío.

Villablanca
- Cristo del Amor, 1977, Parroquia de San Sebastián.

Villanueva de los Castillejos
- Inmaculada, 1950, Iglesia de la Inmaculada Concepción.

Villarrasa
- San Isidro 1967.

##### Andere Regionen
Provinz Badajoz
Bodonal de la Sierra
- Cristo de las Siete Palabras, 1971, Parroquia de San Blas.

Jerez de los Caballeros
- Cristo y Ángel en la Oración en el Huerto, 1956, Cofradía del Señor orando y Ntra. Sra. del Rosario, Iglesia Parroquial de San Miguel Arcángel.
- Grupo del Descendimiento: Cristo, Virgen, San Juan, José de Arimatea y Nicodemo, 1957, Cofradía de Ntro. Padre Jesús Nazareno, Iglesia de Santa María.
- Virgen de la Encarnación, 1966, Cofradía de Ntro. Padre Jesús Nazareno, Iglesia de Santa María de la Encarnación.
- Corazón de Jesús, 1967, Torre del Reloj. Destruido.
- Cristo Crucificado, 1969, Hermanas de la Cruz, Convento Hermanas de la Cruz.
- Virgen de la Salud, 1970, Hermanas de la Cruz, Convento Hermanas de la Cruz.

Puebla de Sancho Pérez
- Cristo atado a la columna (Jesús Yacente), 1966, Hdad. de Ntro. Padre Jesús Nazareno, Parroquia.
- María Stima. del Mayor Dolor, 1968, Hdad. de Ntro. Padre Jesús Nazareno, Parroquia.
- Jesús orando en el huerto, 1971, Hdad. de la Oración en el Huerto, Parroquia.

Cáceres
- Cristo, 1955, Misioneros de la Preciosa Sangre de Cristo, Casa del Sol.

Madrid
- Retrato de Luna, 1930, Museo Estudio de Manuel Benedito.
- Virgen del Aire,[24] 1967, Parroquia de Cuatro Vientos.
- Cristo, 1967, Parroquia de Cuatro Vientos.

Málaga
Vélez-Málaga

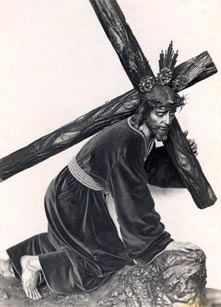
Jesús de las Tres Caídas (Huelva) en el taller de San Cristóbal, 1945.

- San Antonio, 1967. Corazón de Jesús.

Salamanca
Ciudad Rodrigo
- San José, 1962, Seminario Diocesano, Seminario (Iglesia, Altar Lateral).
- Corazón de Jesús, 1962, Obispado de Ciudad Rodrigo, Parroquia del Sagrario.

La Fuente de San Esteban
- San Esteban, 1961, Parroquia (Retablo Central).
- Corazón de Jesús, 1963, Parroquia (Retablo Central).
- Corazón de María, 1963, Parroquia (Retablo Central).

Salamanca
- Santa María de la Rábida, Virgen de los Milagros, versión Original de León de la original del siglo XIV – 1965, Privado.

Sancti-Spíritus
Cristo, 1962, Parroquia.
Provinz Sevilla
La Puebla de Cazalla
- Virgen de las Virtudes – 1953, Iglesia de Nuestra Señora de las Virtudes..[25]

Sevilla
- Retrato de José Vázquez – 1936, Estudio de José Vázquez.[26]
- Cristo, 1967, Hermanas de la Cruz, Casa Convento de la Beata Ángela de la Cruz.

Villanueva del Río y Minas
- Virgen de la Salud, 1967, Hnas. de la Cruz, Capilla Hnas. de la Cruz.[27]

Teneriffa
- Virgen de la Cinta, 1965, Parroquia de San Agustín. La Laguna.[28]

#### Belgien
Brüssel
- Cristo, 1965, Privado.

#### Vereinigte Staaten von Amerika
Stamford (Connecticut)
- San Maximiliano,[29] 1978, Holy Name Church.